# Montcalm (Manitoba)
Montcalm es un municipio rural canadiense situado en la provincia de Manitoba.

## Superficie
Montcalm tiene una superficie de 468,25 km².

## Demografía
En 2021, tenía 1278 habitantes, una densidad poblacional de 2,7 hab./km², y 524 viviendas.